# Dora (programma)
Dora is de Kroatische voorronde voor het Eurovisiesongfestival. 

## Format
Oorspronkelijk ging het om een driedaagse wedstrijd, met twee halve finales, elke op één avond, en op de derde dag de finale. De selectie hield vast aan de eigen taal en zodoende waren de liedjes tijdens Dora altijd in het Kroatisch. De zanger kreeg daarna de mogelijkheid om in het Engels te zingen. Soms werd deze keuze door het publiek gemaakt zoals in 2003; Claudia Beni wilde liever in het Engels zingen, maar het publiek verkoos het Kroatisch boven het Engels. Uiteindelijk besloot ze toen dat ze het liedje voor de helft in het Kroatisch zou gaan zingen en de andere helft in het Engels. In 2019 bestond Dora uit slechts één show.

## Geschiedenis
Het selectieprogramma van Kroatië werd opgestart in 1993 om de Kroatische kandidaat aan te duiden voor het Eurovisiesongfestival. Toen Kroatië nog deel uitmaakte van Joegoslavië had dat land ook een dergelijke nationale selectie. De eerste versie van Dora werd gewonnen door de band Put met het liedje Don't ever cry. 
Na een paar slechte prestaties van de gewonnen liedjes in de eerste jaren werd de selectie vrij succesvol. In 1996 en 1999 werden de hoogste noteringen voor Kroatië tot nu toe behaald, de vierde plaats. Danijela werd vijfde in 1998, maar haar lied werd wel populair onder Songfestivalliefhebbers.
Na 2006 werd de selectie een heel stuk minder succesvol. Vanaf 2010 haalde geen winnaar van Dora de finale meer op het Eurovisiesongfestival. In 2012 werd Dora geannuleerd vanwege de weinige interesse. De Kroatische omroep HRT trok in 2013 de stekker uit de selectie en ging zelf op zoek naar kandidaten. In 2019 werd Dora terug van onder het stof gehaald.

## Lijst van winnaars
| Jaar | Artiest                   | Titel                  | Eurovisiesongfestival                 | Eurovisiesongfestival                 | Eurovisiesongfestival                 | Eurovisiesongfestival                 |
| Jaar | Artiest                   | Titel                  | Halve finale                          | Punten                                | Finale                                | Punten                                |
| ---- | ------------------------- | ---------------------- | ------------------------------------- | ------------------------------------- | ------------------------------------- | ------------------------------------- |
| 1993 | Put                       | Don't ever cry         | Geen halve finales                    | Geen halve finales                    | 15                                    | 33                                    |
| 1994 | Tony Cetinski             | Nek'ti bude ljubav sva | Geen halve finales                    | Geen halve finales                    | 16                                    | 27                                    |
| 1995 | Magazin & Lidija          | Nostalgija             | Geen halve finales                    | Geen halve finales                    | 6                                     | 91                                    |
| 1996 | Maja Blagdan              | Sveta ljubav           | Geen halve finales                    | Geen halve finales                    | 4                                     | 98                                    |
| 1997 | ENI                       | Probudi me             | Geen halve finales                    | Geen halve finales                    | 17                                    | 24                                    |
| 1998 | Danijela                  | Neka mi ne svane       | Geen halve finales                    | Geen halve finales                    | 5                                     | 131                                   |
| 1999 | Doris Dragovic            | Marija Magdalena       | Geen halve finales                    | Geen halve finales                    | 4                                     | 118                                   |
| 2000 | Goran Karan               | Kada zaspu andeli      | Geen halve finales                    | Geen halve finales                    | 9                                     | 70                                    |
| 2001 | Vanna                     | Strings of my heart    | Geen halve finales                    | Geen halve finales                    | 10                                    | 42                                    |
| 2002 | Vesna Pisarović           | Sasvim sigurna         | Geen halve finales                    | Geen halve finales                    | 11                                    | 44                                    |
| 2003 | Claudia Beni              | Vise nisam tvoja       | Geen halve finales                    | Geen halve finales                    | 15                                    | 29                                    |
| 2004 | Ivan Mikulić              | Daješ mi krila         | 9                                     | 72                                    | 13                                    | 50                                    |
| 2005 | Boris Novković            | Vukovi umiru sami      | 4                                     | 169                                   | 11                                    | 115                                   |
| 2006 | Severina                  | Moja štikla            | Automatisch gekwalificeerd            | Automatisch gekwalificeerd            | 12                                    | 56                                    |
| 2007 | Dragonfly & Dado Topić    | Vjerujem u ljubav      | 16                                    | 54                                    | Niet gekwalificeerd                   | Niet gekwalificeerd                   |
| 2008 | Kraljevi Ulice & 75 Cents | Romanca                | 4                                     | 112                                   | 21                                    | 44                                    |
| 2009 | Igor Cukrov               | Lijepa Tena            | 13                                    | 33                                    | 18                                    | 45                                    |
| 2010 | Feminnem                  | Lako je sve            | 13                                    | 33                                    | Niet gekwalificeerd                   | Niet gekwalificeerd                   |
| 2011 | Daria Kinzer              | Lahor                  | 15                                    | 41                                    | Niet gekwalificeerd                   | Niet gekwalificeerd                   |
| 2019 | Roko                      | The dream              | 14                                    | 64                                    | Niet gekwalificeerd                   | Niet gekwalificeerd                   |
| 2020 | Damir Kedžo               | Divlji vjetre          | Songfesitval afgezegd wegens COVID-19 | Songfesitval afgezegd wegens COVID-19 | Songfesitval afgezegd wegens COVID-19 | Songfesitval afgezegd wegens COVID-19 |
| 2021 | Albina                    | Tick-tock              | 11                                    | 110                                   | Niet gekwalificeerd                   | Niet gekwalificeerd                   |
| 2022 | Mia Dimšić                | Guilty pleasure        | 11                                    | 75                                    | Niet gekwalificeerd                   | Niet gekwalificeerd                   |
| 2023 | Let 3                     | Mama ŠČ!               | 8                                     | 76                                    | 13                                    | 123                                   |
| 2024 | Baby Lasagna              | Rim tim tagi dim       | 1                                     | 177                                   | 2                                     | 547                                   |
| 2025 | Marko Bošnjak             | Poison cake            |                                       |                                       |                                       |                                       |